# Jan Krysta
Jan Krysta (ur. 25 maja 1912, zm. 17 listopada 1996) – polski żużlowiec.
Jeden z pionierów sportu żużlowego w Polsce. Reprezentował klub KM Bielsko. W 1935 r. zdobył w Bydgoszczy brązowy medal indywidualnych mistrzostw Polski. Po zakończeniu mistrzostw Polski, w dniu 15 sierpnia 1935 r., reprezentował narodowe barwy w pierwszym międzypaństwowym meczu, w którym przeciwnikiem Polaków była drużyna złożona z zawodników Austrii i Niemiec. W meczu tym, zakończonym wynikiem 21–6 dla gości, Jan Krysta zdobył 2 punkty. Powołany został również na kolejny mecz reprezentacji, w dniu 13 października 1935 przeciwko Niemcom, ale z powodu defektu motocykla w zawodach nie wystąpił.